# Karilatsi (Põlva)
Karilatsi (Duits: Karilatz) is een plaats in de Estlandse gemeente Põlva vald, provincie Põlvamaa. De plaats heeft de status van dorp (Estisch: küla).
Karilatsi hoorde tot in oktober 2017 bij de gemeente Vastse-Kuuste. In die maand werd deze gemeente bij Põlva vald gevoegd.

## Bevolking
Het aantal inwoners schommelt, zoals blijkt uit het volgende staatje:
| Jaar            | 2011 | 2017 | 2019 | 2021 |
| --------------- | ---- | ---- | ---- | ---- |
| Aantal inwoners | 113  | 125  | 130  | 121  |

## Geschiedenis
Karilatsi werd voor het eerst genoemd in 1627 onder de naam Karles. In de 17e eeuw had de plaats een eigen landgoed; daarna viel ze onder het landgoed van Kähri. In 1938 werd de plaats gesplitst in een noordelijk en een zuidelijk deel, die tot verschillende gemeenten behoorden. Het noordelijk deel is sinds 2017 Karilatsi in de gemeente Põlva vald, het zuidelijk deel Karilatsi in de gemeente Kanepi.